# دانيال دابروفسكي
دانيال دابروفسكي (بالبولندية: Daniel Dąbrowski)‏ هو عداء سريع بولندي، ولد في 23 سبتمبر 1983 في وودج في بولندا.

## وصلات خارجية
- دانيال دابروفسكي على موقع الاتحاد الدولي لألعاب القوى (الإنجليزية)
- دانيال دابروفسكي على موقع الرابطة البولندية لألعاب القوى (البولندية)
- دانيال دابروفسكي على موقع أوليمبيديا (الإنجليزية)